# ポルチャ
ポルチャ（伊: Porcia）は、イタリア共和国フリウリ＝ヴェネツィア・ジュリア州ポルデノーネ県にある、人口約15,000人の基礎自治体（コムーネ）。

## 地理

### 位置・広がり

#### 隣接コムーネ
隣接するコムーネは以下の通り。
- ブルニェーラ
- フォンタナフレッダ
- パジアーノ・ディ・ポルデノーネ
- ポルデノーネ
- プラータ・ディ・ポルデノーネ
- ロヴェレード・イン・ピアーノ

### 気候分類・地震分類
ポルチャにおけるイタリアの気候分類 (it) および度日は、zona E, 2468 GGである。
また、イタリアの地震リスク階級 (it) では、zona 2 (sismicità media) に分類される。

## 行政

### 分離集落
ポルチャには、以下の分離集落（フラツィオーネ）がある。
- Palse, Pieve, Rondover, Rorai Piccolo, Sant'Antonio, Spinazzedo, Talponedo

## 姉妹都市
- Berettyóújfalu、ハンガリー
- シュピッタル・アン・デア・ドラウ、オーストリア